# Françoise Hardy
Françoise Madeleine Hardy (n. 17 ianuarie 1944, Paris, Île-de-France, Franța – d. 11 iunie 2024, Neuilly-sur-Seine, Île-de-France, Franța), cunoscută popular ca Françoise Hardy, a fost o cântăreață și actriță franceză. Françoise Hardy are cântece în franceză, engleză și germană.